# 紅血蟒
紅血蟒（學名：P. c. brongersmai），亦稱馬來亞短尾蟒，是蛇亞目蟒科蟒屬血蟒下的一個無毒蛇類亞種，主要分布於馬來半島。

## 特徵
成年的紅血蟒身體約長137至182公分，雌性的紅血蟒往往比雄蛇更長大。紅血蟒體重約有5至9公斤重，比起其它同等長度的蛇類特別重。紅血蟒的身體顏色組合非常豐富，自淺紅色至橙色，以至較暗的泥紅色亦有，當中以黃棕相間的種類最為著名。紅血蟒身上有著密集而碩大的圓斑及條紋，腹部呈白色，並滲雜細碎的黑色斑點。頭部通常呈灰色，部份紅血蟒更能微微調整頭部的光暗度。

## 地理分布
紅血蟒多分布於馬來半島新加坡地區，該地更是紅血蟒的標本產地。

## 習性
紅血蟒是夜行性蛇類，平時多躲藏在陰暗的位置（如樹葉下、小洞之中），因此牠們會選擇棲息於茂密的森林裡。牠們並不是主動的捕獵者，而是選擇作為伏擊者，等待小型的齧齒目動物或哺乳類動物走近成為食物。繁殖方面，紅血蟒屬於卵生蛇種，母蛇每次能誕下約30枚蛇卵，雌蛇亦會孵蛋的行為。另外，紅血蟒在馬來西亞及印尼一帶，是很受歡迎的飼養蛇種之一，其溫和的性情及漂亮的色澤是其受歡迎的主要原因。

## 備註
1. 1 2  McDiarmid RW、Campbell JA、Touré T：《Snake Species of the World: A Taxonomic and Geographic Reference, vol. 1》頁511，Herpetologists' League，1999年。ISBN 1-893777-00-6
2. ↑  . ITIS. 2007  [12 September, 2007].

## 外部連結
- （英文）關於照料血蟒的資訊 （页面存档备份，存于）
- （英文）飼養血蟒須知